# Cervià de Ter
Cervià de Ter (em catalão e oficialmente) ou Cerviá de Ter (em castelhano) é um município da Espanha na comarca de Gironès, província de Girona, comunidade autónoma da Catalunha. Tem 9,62 km² de área e em 2021 tinha 973 habitantes (densidade: 101,1 hab./km²).

## Demografia
| Variação demográfica do município entre 1991 e 2004 | Variação demográfica do município entre 1991 e 2004 | Variação demográfica do município entre 1991 e 2004 | Variação demográfica do município entre 1991 e 2004 |
| --------------------------------------------------- | --------------------------------------------------- | --------------------------------------------------- | --------------------------------------------------- |
| 1991                                                | 1996                                                | 2001                                                | 2004                                                |
| 637                                                 | 657                                                 | 662                                                 | 730                                                 |